# René Englebert
Lambert Henri François René Englebert (* 1. August 1865 in Lüttich; † nach 1908) war ein belgischer Sportschütze.

## Erfolge
René Englebert nahm an den Olympischen Spielen 1908 in London in zwei Wettbewerben teil. Im Einzelwettbewerb mit der Freien Pistole belegte er mit 441 Punkten den 15. Platz. In der Mannschaftskonkurrenz sicherte er sich dagegen gemeinsam mit Paul van Asbroeck, Charles Paumier du Verger und Réginald Storms die Silbermedaille. Mit 1863 Punkten behaupteten sich die Belgier vor der britischen Mannschaft, während die US-amerikanische Mannschaft den Wettbewerb gewann. Englebert war dabei mit 431 Punkten der schwächste Schütze der Mannschaft.